# Francis Maude

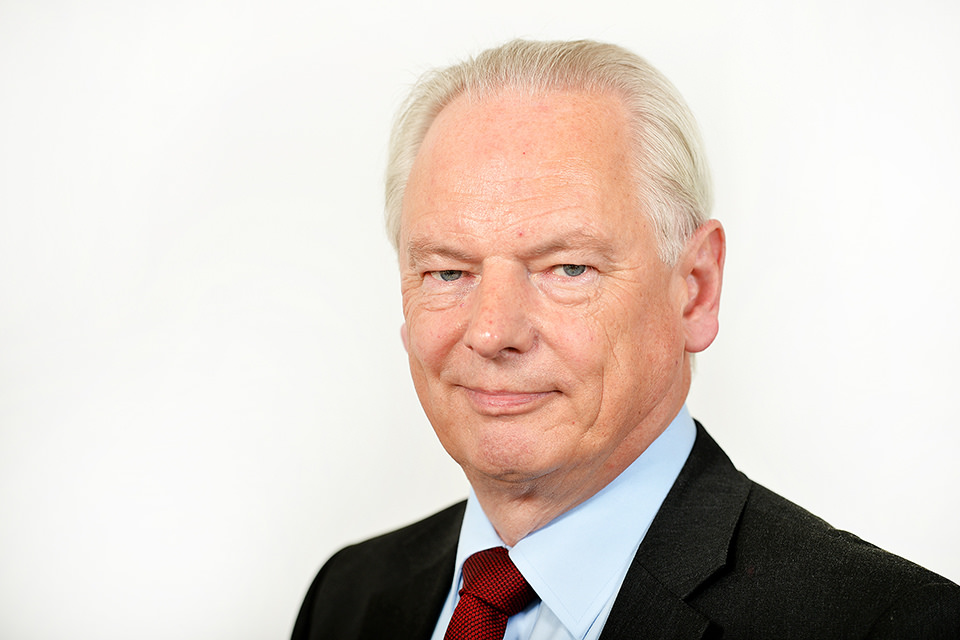
Francis Maude (2015)

Francis Anthony Aylmer Maude, Baron Maude of Horsham (* 4. Juli 1953 in Abingdon, Oxfordshire, Berkshire) ist ein britischer Politiker und war von 2010 bis 2015 Minister für Kabinettsangelegenheiten und Paymaster General. Er ist Mitglied des House of Lords und war von 2015 bis 2016 Minister of State for Trade and Investment.

## Biografie

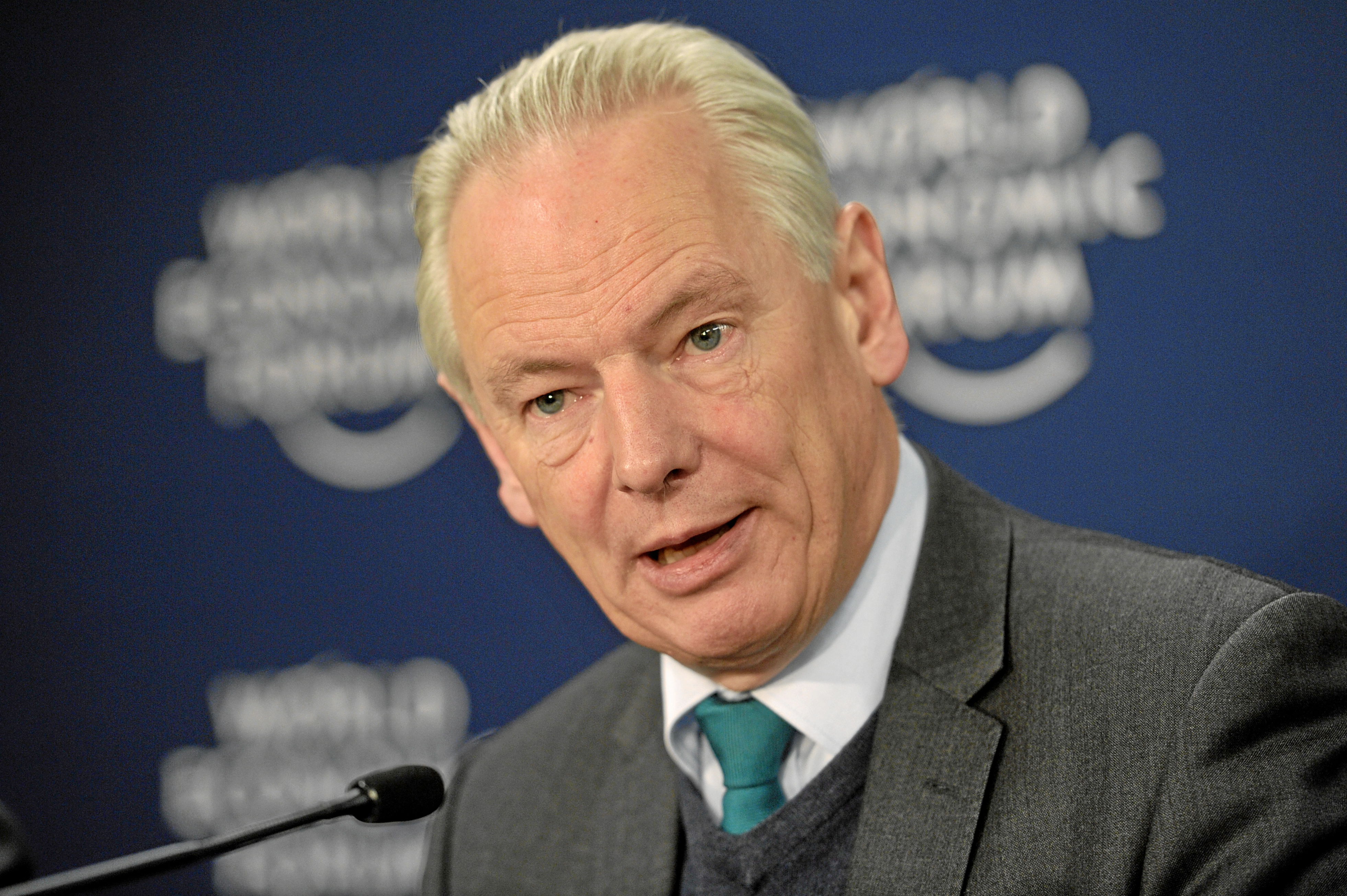
Maude während des Weltwirtschaftsforums 2013

Maude, Sohn des Politikers Angus Maude, der zwischen 1979 und 1981 ebenfalls Paymaster General war, absolvierte ein Studium der Rechtswissenschaften am Corpus Christi College der University of Oxford und war anschließend als Rechtsanwalt tätig.
Seine politische Laufbahn begann, als er 1983 als Kandidat der Conservative Party zum Mitglied des House of Commons gewählt wurde, in dem er bis 1992 den Wahlkreis Warwickshire North vertrat.
1989 wurde er Staatsminister für Europa im Foreign and Commonwealth Office in der Regierung von Premierministerin Margaret Thatcher. Zwischen 1990 und 1992 war er Finanzsekretär (Financial Secretary) im Schatzamt (Treasury). Nachdem er 1992 sein Unterhausmandat verloren hatte, schied er aus der Regierung aus.
1997 wurde er wiederum zum Mitglied des Unterhauses gewählt und vertritt dort seitdem den Wahlkreis Horsham. 1998 wurde er im Schattenkabinett der Konservativen Schatzkanzler und danach 2000 Außenminister. Dieses Amt hatte er bis 2001 inne.
Zwischen 2005 und 2007 war Maude Vorsitzender (Chairman) der Conservative Party. Seit Juni 2007 war er Minister für das Kabinettamt im konservativen Schattenkabinett sowie Schatten-Chancellor of the Duchy of Lancaster.
Nach dem Wahlsieg der Conservative Party bei den Unterhauswahlen 2010 wurde er am 11. Mai 2010 von Premierminister David Cameron zum Minister für Kabinettsangelegenheiten und Generalzahlmeister (Paymaster General) in dessen erweiterte Regierung berufen und nahm in dieser Funktion an den Kabinettssitzungen teil. Nach den Unterhauswahlen 2015 legte er diese Ämter nieder und wurde zum Minister of State for Trade and Investment ernannt. Außerdem wurde er am 26. Mai 2015 als Baron Maude of Horsham, of Shipley in the County of West Sussex, zum Life Peer ernannt und damit Mitglied des House of Lords.